# Mink Stole

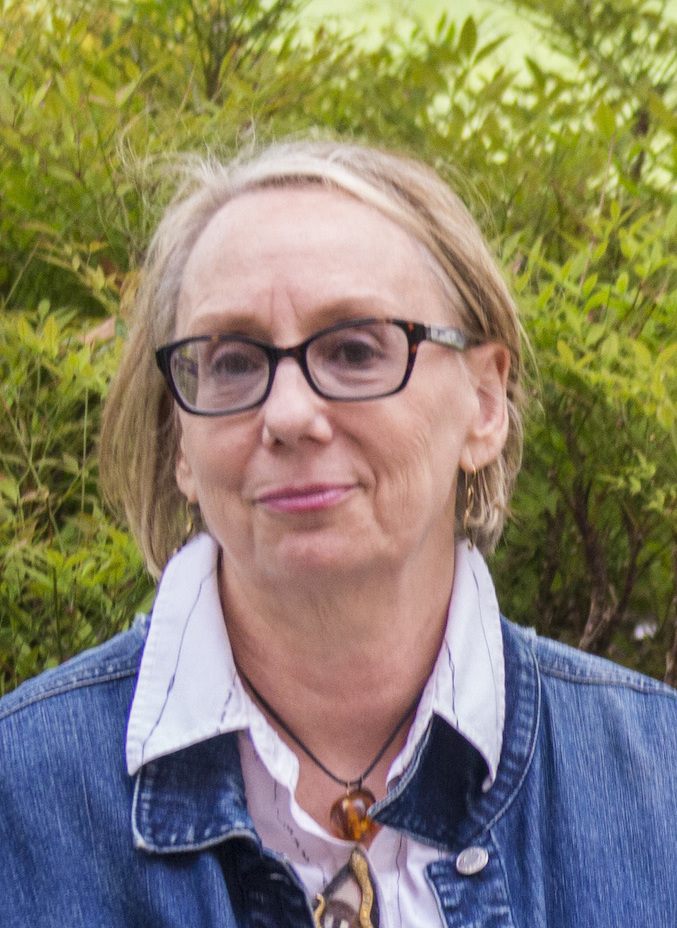
Mink Stole (2014)

Mink Stole (* 25. August 1947 als Nancy Paine Stoll in Baltimore, Maryland) ist eine US-amerikanische Schauspielerin.

## Leben und Karriere
Mink Stole wurde als Nancy Paine Stoll als eines von zehn Kindern in eine katholische Familie in Baltimore geboren. In das Filmgeschäft kam sie durch ihren engen Freund, den Filmemacher John Waters. Bis auf Waters’ frühe Kurzfilme Hag in a Black Leather Jacket, Eat Your Makeup und The Diane Linkletter war Mink Stole anschließend in allen seinen Filmen zu sehen, bis zu seinem bisher letzten A Dirty Shame aus dem Jahr 2004. Damit ist sie neben Mary Vivian Pearce die einzige Schauspielerin, die sowohl in den radikalen Frühwerken von Waters aus den 1970er-Jahren wie auch in dessen späteren, mehr im Mainstream liegenden Hollywood-Filmen ab den 1990er-Jahren regelmäßig zu sehen war.
Waters setzte sie meist in bizarren Rollen ein: als rothaarige Entführerin von jungen Frauen in Pink Flamingos (1972), als missionierende und schließlich von ihrer Filmmutter Divine erwürgte Tochter in Female Trouble (1974), als wahnsinnige und mörderische Hausfrau in Desperate Living (1977) und als fitnessüchtige Sekretärin, die Divine ihren Ehemann ausspannt, in Polyester (1981). Bei den späteren, mit Hollywood-Geldern finanzierten Filmen von Waters fielen Mink Stoles Rollen meist kleiner aus, blieben aber weiterhin markant – so als Assistentin der Fernsehshow in Hairspray (1988) oder als die von Kathleen Turners perversen Telefonanrufen terrorisierte Nachbarin in Serial Mom – Warum läßt Mama das Morden nicht? (1994).
Seit den 1990er-Jahren ist Mink Stole auch regelmäßig in den Filmen anderer Regisseure zu sehen, wobei es sich dabei meist um Independentproduktionen handelt. In der schwulen Filmreihe Eating Out spielte sie die Rolle der Tante Helen. Im Fernsehen hatte sie wiederkehrende Rollen in den Serien Was ist los mit Alex Mack? und Spyder Games. Bis heute trat sie in über 60 Film- und Fernsehproduktionen auf, zudem war sie mehrfach auf der Bühne zu sehen, etwa als eine weibliche Van Helsing in Dracula. Außerdem ist sie Sängerin der Band Mink Stole and Her Wonderful Band.

## Filmografie (Auswahl)
- 1966: Roman Candles
- 1969: Mondo Trasho
- 1970: Multiple Maniacs
- 1972: Pink Flamingos
- 1974: Female Trouble
- 1977: Desperate Living
- 1981: Polyester
- 1988: Hairspray
- 1990: Cry-Baby
- 1991: Liquid Dreams

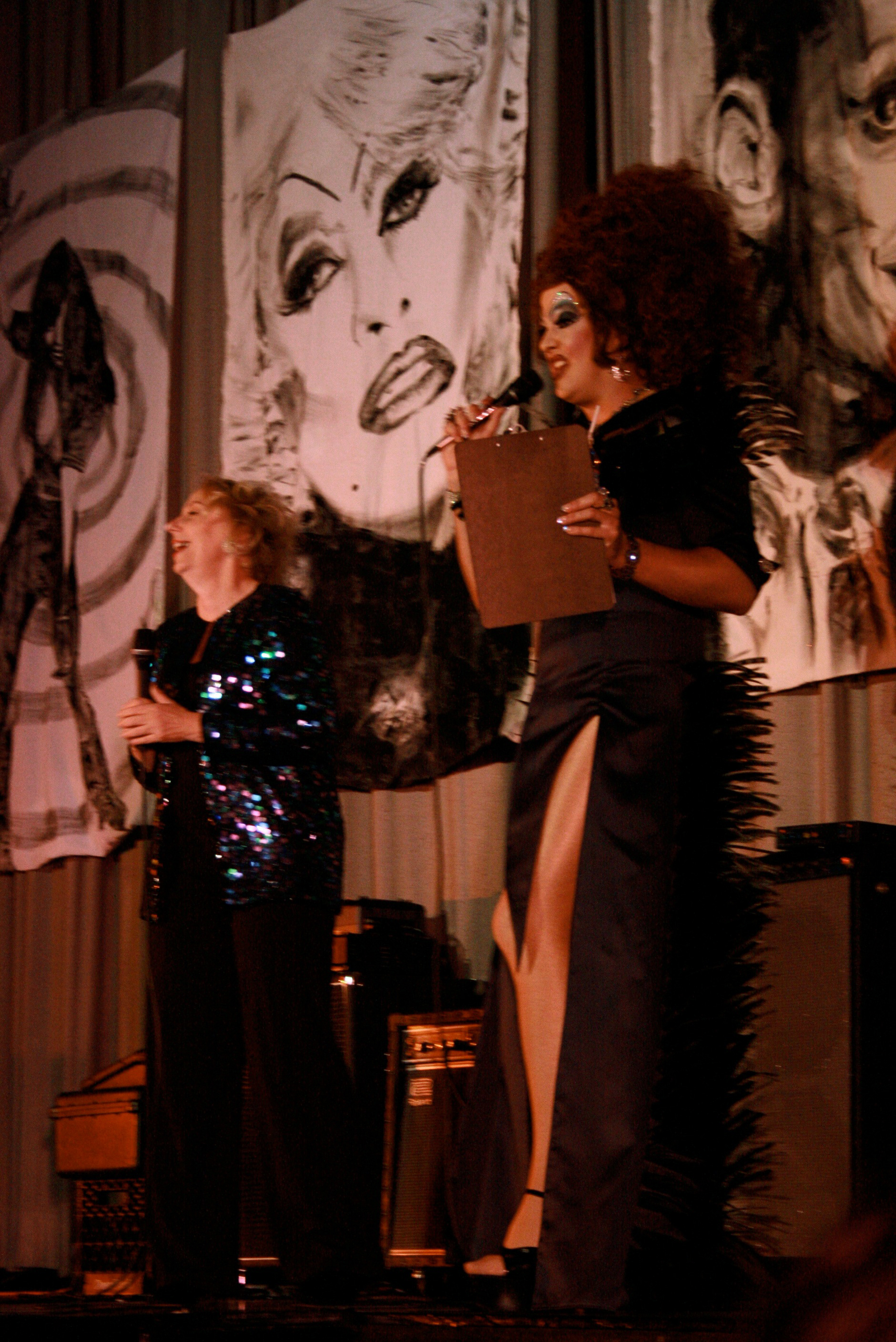
Mink Stole mit Drag-Queen Peaches Christ bei einer Vorführung von Desperate Living (2007)

- 1994: Serial Mom – Warum läßt Mama das Morden nicht? (Serial Mom)
- 1995–1996: Was ist los mit Alex Mack? (The Secret World of Alex Mack; Fernsehserie, 3 Folgen)
- 1997: Eine schrecklich nette Familie (Married... with Children; Fernsehserie, Folge Bud on the Side)
- 1997: Lost Highway (nur Stimme)
- 1998: Manche mögens anders (The Treat)
- 1998: John Waters’ Pecker (Pecker)
- 1999: City, Friends & Sex
- 1999: Weil ich ein Mädchen bin (But I'm a Cheerleader)
- 2000: Cecil B. (Cecil B. DeMented)
- 2000: Shriek – Schrei, wenn du weißt, was ich letzten Freitag, den 13. getan habe (Shriek If You Know What I Did Last Friday the Thirteenth)
- 2001: Spyder Games (Fernsehserie, 17 Folgen)
- 2004: A Dirty Shame
- 2006: Eating Out 2: Sloppy Seconds
- 2009: Eating Out 3: All You Can Eat
- 2009: Neighbor
- 2011: Eating Out 4: Drama Camp
- 2011: Eating Out 5: The Open Weekend
- 2015: Hush Up Sweet Charlotte